# Stoczek Łukowski
Stoczek Łukowski es una ciudad de Polonia.

## Localización
Se encuentra situada en la Voivodia de Lublin, unos 80 km al suroeste de Varsovia, a las orillas del río Świder.
- Coordenadas: Latitud: 51° 58'N, Longitud: 21° 58'E

## Datos básicos
Tiene una superficie de 9,13 km² y cuenta con 2 728 habitantes (2005).